# Battaglia dell'Isola dei Serpenti
La battaglia dell’Isola dei Serpenti ebbe inizio il 24 febbraio 2022, primo giorno dell'invasione russa dell'Ucraina, quando la marina russa attaccò e conquistò l'Isola dei Serpenti, iniziando un'occupazione militare su di essa.

## Battaglia

### Conquista e occupazione russa
Il 24 febbraio 2022, primo giorno dell'invasione russa dell'Ucraina del 2022, le guardie di frontiera ucraine annunciarono, verso le ore 18:00, che l'Isola dei Serpenti era stata attaccata dall'incrociatore russo Moskva, nel tentativo di conquistarla. Infatti, l’Isola dei Serpenti costituisce un’importante zona strategica di controllo sul Mar Nero. Questo evento è stato ampiamente pubblicizzato da un audio caricato su YouTube dove, non appena la marina russa ordinò ai 13 soldati ucraini presenti sull'isola di arrendersi, la guardia di frontiera Roman Hrybov rispose “Nave da guerra russa, vai a farti fottere!” (in russo “Русский военный корабль, иди на хуй"). L’audio è stato condiviso per la prima volta dal funzionario del governo ucraino Anton Herashchenko. Poco dopo essere approdata, la nave da guerra ha aperto il fuoco, come testimoniato da un’altra guardia di frontiera, che ha trasmesso il tutto in live-streaming. Tutti e 13 soldati vennero uccisi dai russi. Verso sera furono perse le comunicazioni con l’isola e, intorno alle ore 22:00, il governo ucraino annunciò che tutte le infrastrutture presenti sull’Isola dei Serpenti erano state distrutte da un bombardamento navale e aereo, in seguito al quale un distaccamento di soldati russi ha preso il controllo del territorio. Fu inoltre comunicato che tutte le tredici guardie di frontiera presenti sull’isola erano state giustiziate dopo aver rifiutato di arrendersi, ma il 28 febbraio 2022 si scoprì che erano ancora vive e tenute in ostaggio dai soldati russi.

### Cattura e rilascio della Sapfir
Il 26 febbraio 2022 le autorità ucraine annunciarono che la nave civile di ricerca e soccorso Sapfir era stata catturata dalla marina russa nei pressi dell’Isola dei Serpenti. La nave, insieme alle guardie di frontiera catturate, furono rilasciate il 24 marzo in uno scambio di prigionieri.

### Contrattacchi ucraini e liberazione dell’isola
Il 14 aprile, gli ucraini affermarono che i loro missili antinave avevano colpito e affondato la Moskva, che fungeva da nave ammiraglia della Flotta del Mar Nero. Ciò ha costretto la Russia a ritirare le sue navi oltre il raggio d'azione dei missili, lasciando l'isola esposta. Tra il 26 e il 30 aprile furono distrutti due complessi missilistici di difesa antiaerea russi e quarantasei soldati russi furono uccisi. Il 1º maggio due Raptor da guerra russi sono stati affondati da un drone Baykar Bayraktar TB2. Il 16 maggio il governo russo annunciò che un SU-24 ucraino era stato abbattuto. Gli scontri continuarono fino al 30 giugno, quando le truppe russe si ritirarono definitivamente dall’Isola dei Serpenti, evento che subì un’intensa propaganda da parte del governo ucraino. Tuttavia, anche in seguito alla riconquista ucraina, l’isola ha continuato a subire diversi bombardamenti, che non hanno però causato gravi perdite.

## Eredità

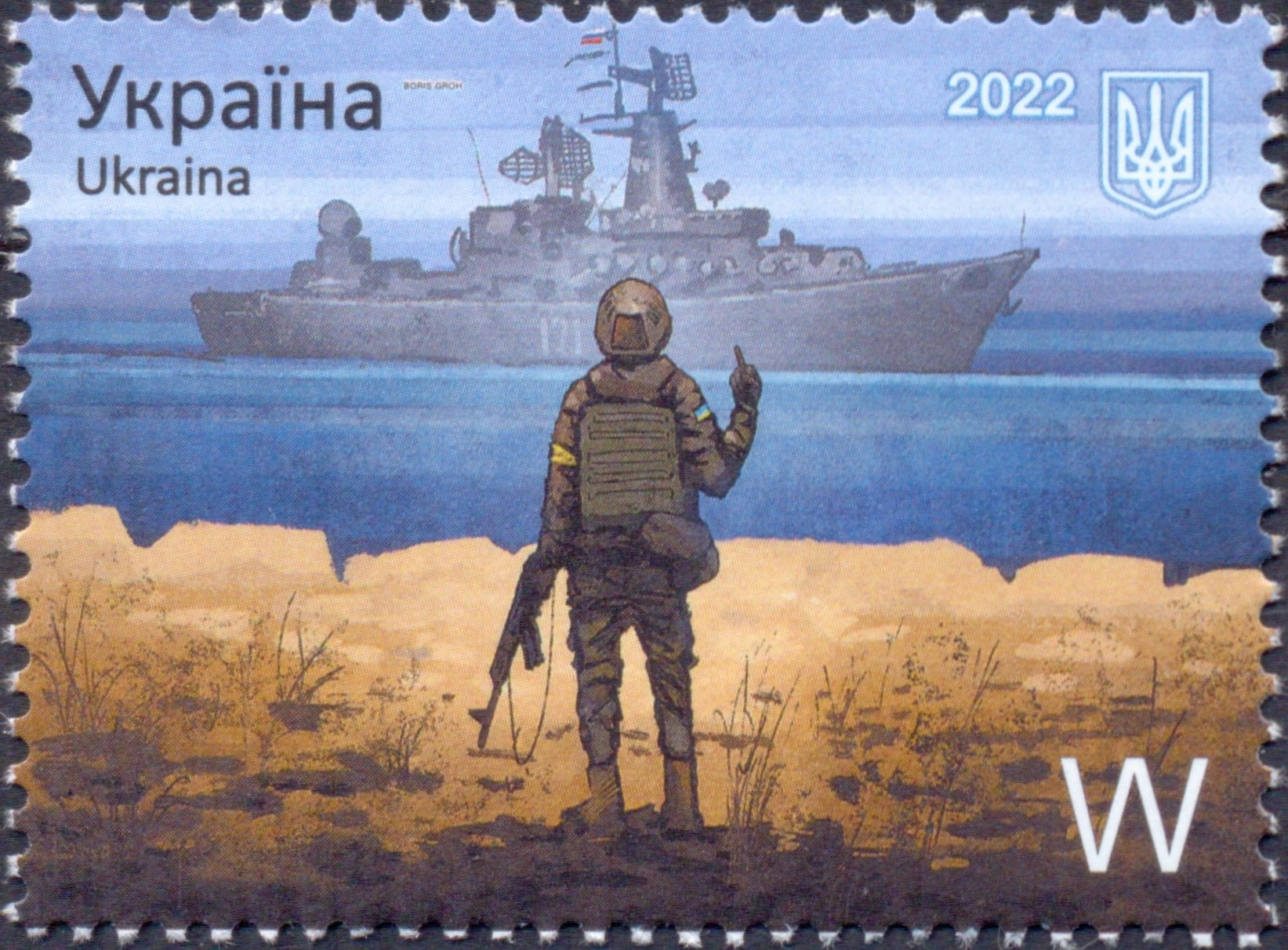
Francobollo ucraino: "Nave da guerra russa, vai a farti fottere!"

La riconquista dell’Isola dei Serpenti è diventata un importante mezzo di propaganda per l’esercito ucraino, in particolare l’audio, divenuto virale su YouTube, in cui una guardia di frontiera, riferendosi all'incrociatore russo Moskva, esclamò “Nave da guerra russa, vai a farti fottere!”. La guardia è stata successivamente identificata in Roman Hrybov dopo che l'audio è stato condiviso da  Anton Herashchenko.